# 1329 pr. n. št.

## Smrti
- Ašur-ubalit I., novoasirski kralj (* ni znano)